# 黄关从
黄关从（1938年12月—），男，汉族，广东中山人，中华人民共和国企业家、政治人物，教授级高级工程师，高级经济师，中国民主建国会会员。曾任上海市政协副主席，民建中央副主席，第八届全国人大代表，第九、十届全国政协常委。
2002年12月，中国民主建国会第八次全国代表大会在北京召开，他出任副主席。